# Ищван Фекете
Ищван Фекете (на унгарски: István Fekete) е унгарски сценарист и писател, автор на произведения в жанровете детско-юношески роман, исторически роман и разкази за животни.

## Биография и творчество
Ищван Фекете е роден на 25 януари 1900 г. в Гьоле, Австро-Унгария, в семейството на учителя Апрад Фекет и Анна Сипос. В края на 1917 г. той доброволно влиза в армията, а през пролетта на 1918 г. учи във военно училище, след което служи като капитан до 1919 г. През 1923 г. е приет в Икономическата академия в Дебрецен, но завършва само първия семестър. През януари 1924 г. продължава обучението си в унгарската Кралска академия по икономика, където завършва фермерство през 1926 г. После работи в Бакока в имението на граф Дьордю Майлат.
На 29 декември 1929 г. се жени за Пилер Едител. Имат дъщеря и син, Редак и Ищван. Местят се в Айка, където работи при собственика на земя, холандеца Ференц Нирнзе. Отгледаните от него пшенични култури печелят награди от селскостопански изложения.
Среща се с писателя Цсато Калман, който става негов приятел и наставник в писателската му кариера. В периода 1936-1946 г. публикува свои произведения в списание „Нови времена“. От 1940 г. е член на литературното дружество „Кишфалуди“.
Първият му роман „A koppányi aga testamentuma“ (Завещанието на Копани ага) е публикуван през 1937 г.
През пролетта на 1946 г. е забранен от комунистическата диктатура, арестуван е от политическата полиция, пребит е и е изхвърлен с множество наранявания от военна кола близо до болницата. Репресиите влошават здравето му, а за да издържа семейството си е на временни работи. Едва през есента на 1951 г. намира постоянна работа като преподавател в училище по рибарство. Едва след смъртта на Сталин настъпват промени и първата му публикувана книга е наръчника „Halászat“ (Риболов), който се ползва за учебник.
Връща се към писателската си кариера и пише редица отлични юношески романи, в които е изобразена истинската връзка между човека и природата.
Най-известен е с младежкия си роман „Крепост от тръни“ от 1957 г., в който описва лятната ваканция на две момчета край езерото Балатон и река Зала, техните преживявания, приключения, контактът им с природата, и помощта на един стар човек за тяхното постепенното пътуване към мъжеството. Романът е удостоен с наградата „Йозеф Атила“ през 1960 г. и е избран за „Голямото четене“ в Унгария през 2005 г. През 1967 г. по романа е направен телевизионен минисериал, а през 2012 г. филм с участието на Лайош Ковач и Марсел Наги. Продължението на романа „Téli berek“ (Зимна гора) е посветен на зимната ваканция.
Още няколко негови романа са включени в топ 100 на „Голямото четене“ през 2005 г.
Ищван Фекете умира в резултат на инфаркт на 23 юни 1970 г. в Будапеща.

## Произведения

### Самостоятелни романи
- A koppányi aga testamentuma (1937) – исторически роман
- Zsellérek (1939)
- Hajnal Badányban (1942)
- Derengő Hajnal (1944) – издаден и като „Emberek között“
- Gyeplő nélkül (1947)
- Csend (1965)

### Серия „Животни“
- Csí (1940) – разказ
- Bogáncs (1957)
- Lutra (1955)
- Vuk (1965)
- Kele (1955)
- Hu (1966)

### Серия „Крепост от тръни“ (Tüskevár)
1. Tüskevár (1957)
Крепост от тръни, изд.: ИК „Отечество“, София (1981), прев. Борис Ников
2. Téli berek (1959)

### Сборници
- Öreg utakon (1941) – разкази
- Egy szem kukorica (1944) – разкази
- Tíz szál gyertya (1948) – разкази
- Köd (1960) – истории за лов
- Őszi vásár (1962) – разкази
- Huszonegy nap (1965) – разкази
- Barangolások (1968) – разкази

### Документалистика
- Halászat (1955) – наръчник
- Pepi-kert (1960)
- Kittenberger Kálmán élete (1962) – романизирана биография
- Ballagó idő (1970) – биографичен

### Екранизации
- 1942 Dr. Kovács István – сценарий
- 1943 Féltékenység – сценарий
- 1943 Aranypáva – сценарий
- 1967 Tüskevár – ТВ минисериал по романите
- 1967 A koppányi aga testamentuma – по романа
- 1976 Ballagó idö – по романа
- 1981 Vuk – по романа
- 1986 Lutra – по романа, документален
- 1993 A gólyák mindig visszatérnek – по романа „Kele“
- 2008 Kis Vuk – по героите
- 2012 Tüskevár – по романа